# Eotetranychus borbonensis
Eotetranychus borbonensis är en spindeldjursart som beskrevs av Gutierrez 1968. Eotetranychus borbonensis ingår i släktet Eotetranychus och familjen Tetranychidae. Inga underarter finns listade i Catalogue of Life.